# Ацашен
Ацаше́н (вірм. Հացաշեն) — село в марзі Арагацотн, на заході Вірменії. Село розташоване за 13 км на північний захід від міста Таліна. За 6 км на південний схід розташоване село Арег, за 5 км на захід розташоване село Сорік, за 5 км на північ розташоване село Цамакасар, а за 10 км на схід розташоване село Мастара.
| Прапор Вірменії | Це незавершена стаття про Вірменію. Ви можете допомогти проєкту, виправивши або дописавши її. |